# Нурлытан
Нурлытан (каз. Нұрлытаң, до 2000 г. — Фрунзе) — село в Мактааральском районе Туркестанской области Казахстана. Входит в состав Енбекшинского сельского округа. Код КАТО — 514445500.

## Население
В 1999 году население села составляло 1003 человека (512 мужчин и 491 женщина). По данным переписи 2009 года, в селе проживали 1063 человека (553 мужчины и 510 женщин).